# Eubazus pallipes
Eubazus pallipes är en stekelart som beskrevs av Christian Gottfried Daniel Nees von Esenbeck 1812. Eubazus pallipes ingår i släktet Eubazus och familjen bracksteklar. Arten är reproducerande i Sverige. Inga underarter finns listade i Catalogue of Life.